# Boulia (cratera)
Boulia é uma cratera marciana de 10.5 quilômetros de diâmetro. Seu nome se deve à Boulia, uma localidade em Queensland, na Austrália.